# 利維夫歌劇及芭蕾舞劇院

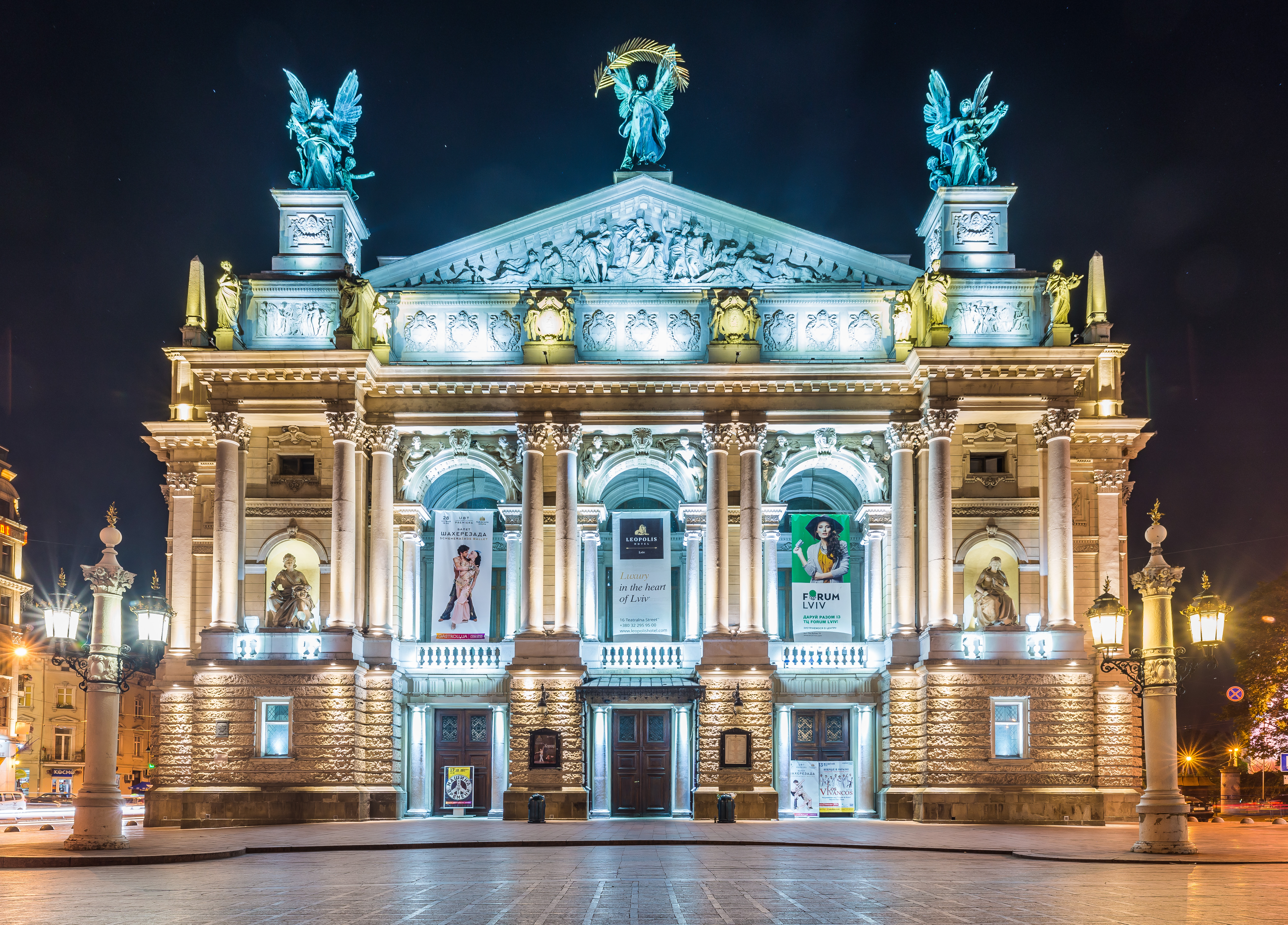
利沃夫歌剧芭蕾舞剧院

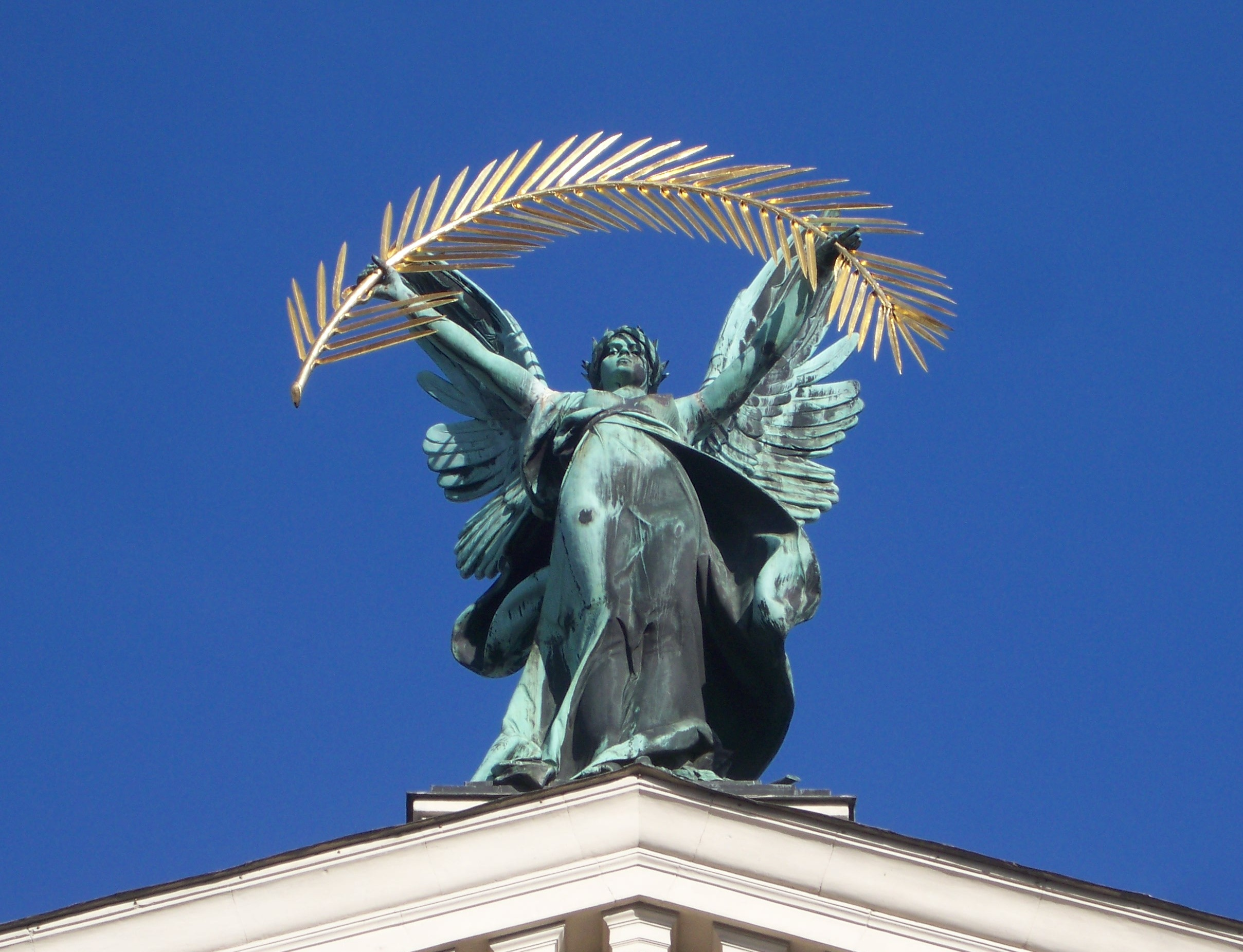
雕塑

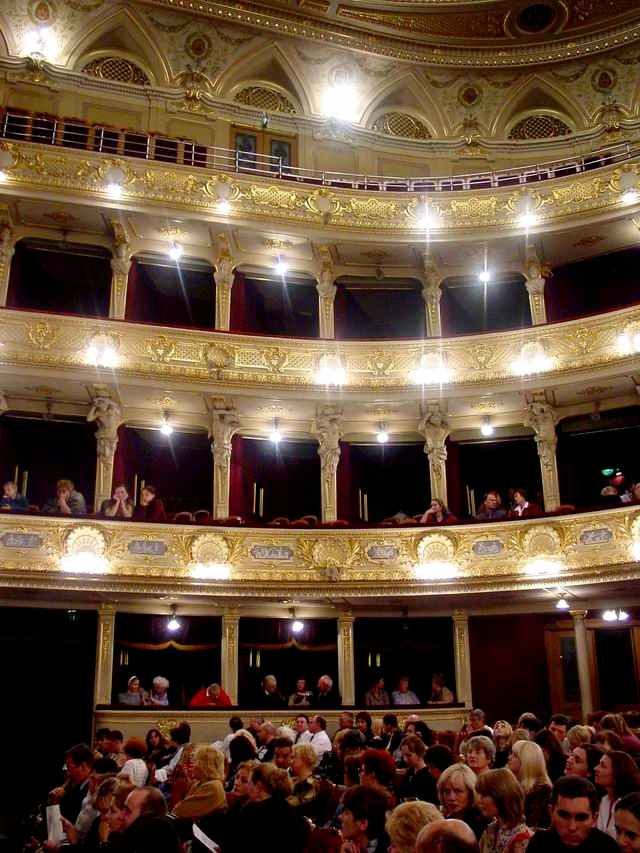
内部

利維夫庫舒尼卡國立歌劇和芭蕾舞學術劇院（烏克蘭語：Львівський Державний академічний театр опери та балету імені Соломії Крушельницької）位于乌克兰西部城市利沃夫，兴建于1897年到1900年。利沃夫歌剧院最初稱為大剧院（波蘭語：Teatr Wielki），現以烏克蘭著名女高音索羅米亞·庫舒尼卡命名。

## 历史
1895年，利沃夫市为兴建大剧院举行设计竞赛，吸引了大批参赛者。独立评审委员会毫不犹豫地选择了Zygmunt Gorgolewski的设计，他毕业于柏林建筑学院，任利沃夫高等艺术工业学院院长。Gorgolewski将大剧院规划在人口稠密的市中心。
1897年6月奠基，施工持续了三年。工程费用共计600万奥匈帝国克朗。
1900年10月4日利沃夫歌剧院开幕。出席仪式嘉宾包括当时波兰三位最著名的艺术家亨利克·显克微支（作家）、伊格纳奇·扬·帕德雷夫斯基（作曲家）和亨利克·希米拉德斯基（画家），以及布拉格国家剧院前任院长。由于天主教和东正教的总主教都刚刚去世，祝福仪式是由亚美尼亚教会总主教主持，犹太拉比和新教牧师在场。

## 建筑风格
利沃夫歌剧芭蕾舞剧院为古典主义风格，使用了文艺复兴和巴洛克的形式，又称为维也纳新文艺复兴风格。剧院的内外装饰都非常华丽精美，成为19世纪末欧洲绘画和雕塑成就的集中展示。歌剧院的正立面采用科林斯柱式，装饰众多的壁龛，壁柱，栏杆，飞檐，雕像，浮雕。正门两边是代表喜剧与悲剧的雕塑，檐口上为缪斯像。建筑顶部的三尊大型青铜雕像，象征荣耀，诗歌和音乐。内部装饰出自当时最知名的波兰艺术家之手。